# Hélène Barbier
Hélène Barbier (ur. 3 lipca 1966 w Saint-Étienne-de-Tinée) – francuska narciarka alpejska, trzykrotna medalistka mistrzostw świata juniorów.

## Kariera
Po raz pierwszy na arenie międzynarodowej pojawiła się w 1982 roku, startując na mistrzostwach świata juniorów w Auron. Zajęła tam piąte miejsce w zjeździe i szesnaste w gigancie. Podczas rozgrywanych rok później mistrzostw świata juniorów w Sestriere zdobyła srebrny medal w gigancie, a w zjeździe była piąta. Brała też udział w mistrzostwach świata juniorów w Sugarloaf w 1984 roku, gdzie wywalczyła srebrne medale w zjeździe i kombinacji.
W zawodach Pucharu Świata zadebiutowała 8 grudnia 1982 roku w Val d’Isère, gdzie zajęła piąte miejsce w gigancie. Tym samym zdobyła pierwsze pucharowe punkty. Na podium zawodów tego cyklu jedyny raz stanęła 9 grudnia 1984 roku w Davos, kończąc rywalizację w slalomie na trzeciej pozycji. W zawodach tych wyprzedziły ją jedynie rodaczka Christelle Guignard i Erika Hess ze Szwajcarii. W sezonie 1983/1984 zajęła 32. miejsce w klasyfikacji generalnej, w klasyfikacji giganta była szesnasta.
Wystartowała na mistrzostwach świata w Bormio w 1985 roku, gdzie zajęła 5. miejsce w kombinacji. Nie startowała na igrzyskach olimpijskich.
Jej mężem jest były francuski hokeista Philippe Bozon.

## Osiągnięcia

### Mistrzostwa świata
| Miejsce | Dzień    | Rok  | Miejscowość | Konkurencja | Czas biegu | Strata     | Zwyciężczyni |
| ------- | -------- | ---- | ----------- | ----------- | ---------- | ---------- | ------------ |
| 5.      | 4 lutego | 1985 | Bormio      | Kombinacja  | 18,72 pkt  | +33,44 pkt | Erika Hess   |

### Mistrzostwa świata juniorów
| Miejsce | Dzień   | Rok  | Miejscowość | Konkurencja | Czas biegu | Strata | Zwyciężczyni       |
| ------- | ------- | ---- | ----------- | ----------- | ---------- | ------ | ------------------ |
| 5.      | 4 marca | 1982 | Auron       | Zjazd       | 1:40,53    | +0,69  | Catherine Quittet  |
| 16      | 5 marca | 1982 | Auron       | Gigant      | 2:35,82    | +6,12  | Michaela Gerg      |
| 5.      | 3 marca | 1983 | Sestriere   | Zjazd       | 1:32,49    | +1,32  | Marina Kiehl       |
| 2.      | 4 marca | 1983 | Sestriere   | Gigant      | 2:16,79    | +1,28  | Michaela Gerg      |
| 32.     | 5 marca | 1983 | Sestriere   | Slalom      | 1:38,46    | +10,49 | Fulvia Stevenin    |
| 2.      | 1 marca | 1984 | Sugarloaf   | Zjazd       | 1:32,49    | +0,73  | Marina Kiehl       |
| 8.      | 2 marca | 1984 | Sugarloaf   | Gigant      | 2:23,08    | +3,20  | Mateja Svet        |
| 5.      | 3 marca | 1984 | Sugarloaf   | Slalom      | 1:24,27    | +1,40  | Monika Maierhofer  |
| 2.      | 3 marca | 1984 | Sugarloaf   | Kombinacja  | ?          | ?      | Veronika Wallinger |

### Puchar Świata

#### Miejsca w klasyfikacji generalnej
- sezon 1982/1983: 44.
- sezon 1983/1984: 32.
- sezon 1984/1985: 41.
- sezon 1985/1986: 51.
- sezon 1988/1989: 64.

#### Miejsca na podium
1. Davos – 9 grudnia 1984 (slalom) – 3. miejsce